# Athetis transversistriata
Athetis transversistriata là một loài bướm đêm trong họ Noctuidae.